# شرطة فلسطين
المديرية العامة للشرطة الفلسطينية أو الشرطة المدنية الفلسطينية هي الجهة الحكومية المكلفة بالمهام التقليدية لإنفاذ القانون في الأراضي الخاضعة لسيطرة السلطة الوطنية الفلسطينية، وهي جزء من قوى الأجهزة الأمنية الفلسطينية. تقوم بمهمة حفظ الأمن والنظام العام بالمدن الفلسطينية الكبرى والمناطق الحضرية بالإضافة إلى ضمان حماية الأشخاص والممتلكات وكذا التحقيق في الجرائم والقبض على الجناة، كما تؤدي مهام الشرطة الروتينية الأخرى كمراقبة حركة المرور.

## التأسيس
تأسست الشرطة المدنية الفلسطينية رسميًا مع توقيع اتفاق غزة أريحا أولًا في مايو 1994 ضمن اتفاقيات أوسلو. تأسست بكادر وصل إلى حوالي 10,000 عنصر. وكانت أكبر بديل لقوات الأمن الوطني الفلسطيني. أوكلت للشرطة مهام حفظ النظام العام في 25 موقع في المناطق الخاضعة لإدارة السلطة الوطنية الفلسطينية في الضفة الغربية وقطاع غزة. وفقًا لمجموعة الأزمات الدولية، نجحت الشرطة وقوات الأمن الفلسطينية في «منع الجريمة ومحاكمتها وخفضها» بشكل فعال في أواخر التسعينيات.
خلال فترة الإنتفاضة الفلسطينية الثانية، لم تتمكن الشرطة الفلسطينية من القيام بمهامها بالدوريات المسلحة أو بالزي العسكري، خشية إشتباكهم مع الجيش الإسرائيلي. بعد إنتهاء العمل العسكري، عادت الشرطة الفلسطينية لعملياتها العادية في 2003-2004.

## التطوير

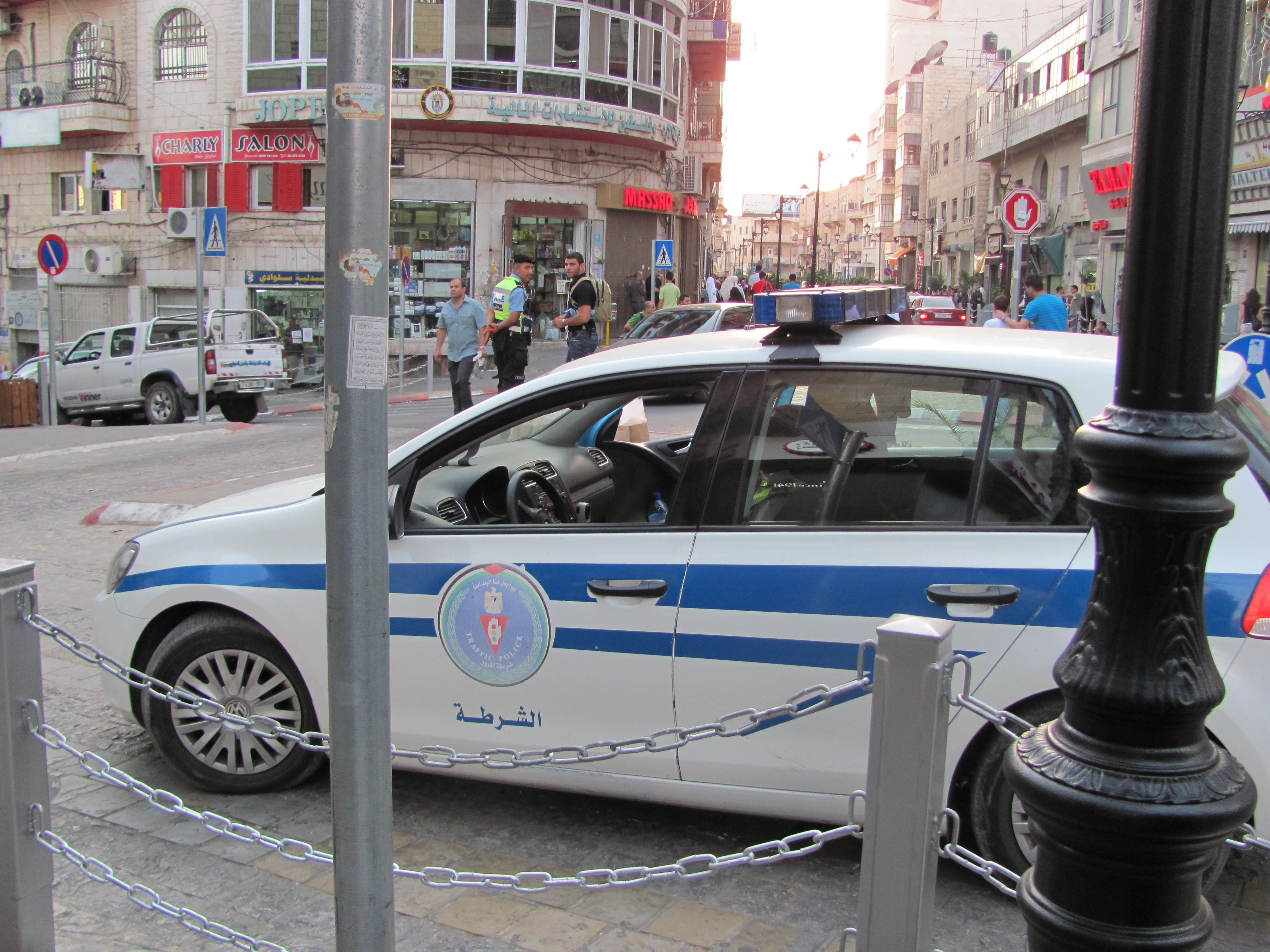
دورية شرطة مرور وسط مدينة رام الله

في 1 كانون الثاني 2006، أُسست البعثة الأوروبية لمساندة الشرطة الفلسطينية "EUPOLCOPPS" في مدينة رام الله، من أجل مساعدة الحكومة الفلسطينية في «إقامة ترتيبات أمنية مستدامة وفعالة للشرطة المدنية»، وتُقدّم البعثة المساعدة للسلطة الفلسطينية في بناء مؤسسات الدولة الفلسطينية المستقبلية بالتركيز على إصلاح قطاعي الأمن والعدالة. وشمل التطوير أيضًا، إنشاء كلية فلسطين للعلوم الشرطية في مدينة أريحا، وتعزيز قطاعات التحقيق مثل المباحث العامة، والإدارة العامة لمكافة المخدرات.
إلى جانب ذلك، قامت البعثة الأوروبية لمساندة الشرطة الفلسطينية بتدريب أفراد الشرطة، وتقديم معدات بما في ذلك المركبات كمنحة من الاتحاد الأوروبي.
بعد المرسوم الرئاسي رقم (23) لعام 1998، صارت الشرطة المدنية الفلسطينية تُدير سبعة مراكز للإصلاح والتأهيل تتوزع على محافظات جنين، ونابلس، وطولكرم، ورام الله، وأريحا، وبيت لحم والخليل، يتوفر في أربع منها فقط أقسام خاصة للنزيلات. بالإضافة إلى النظارات المنتشرة في مراكز ومديريات الشرطة كافة.

## إنتربول فلسطين

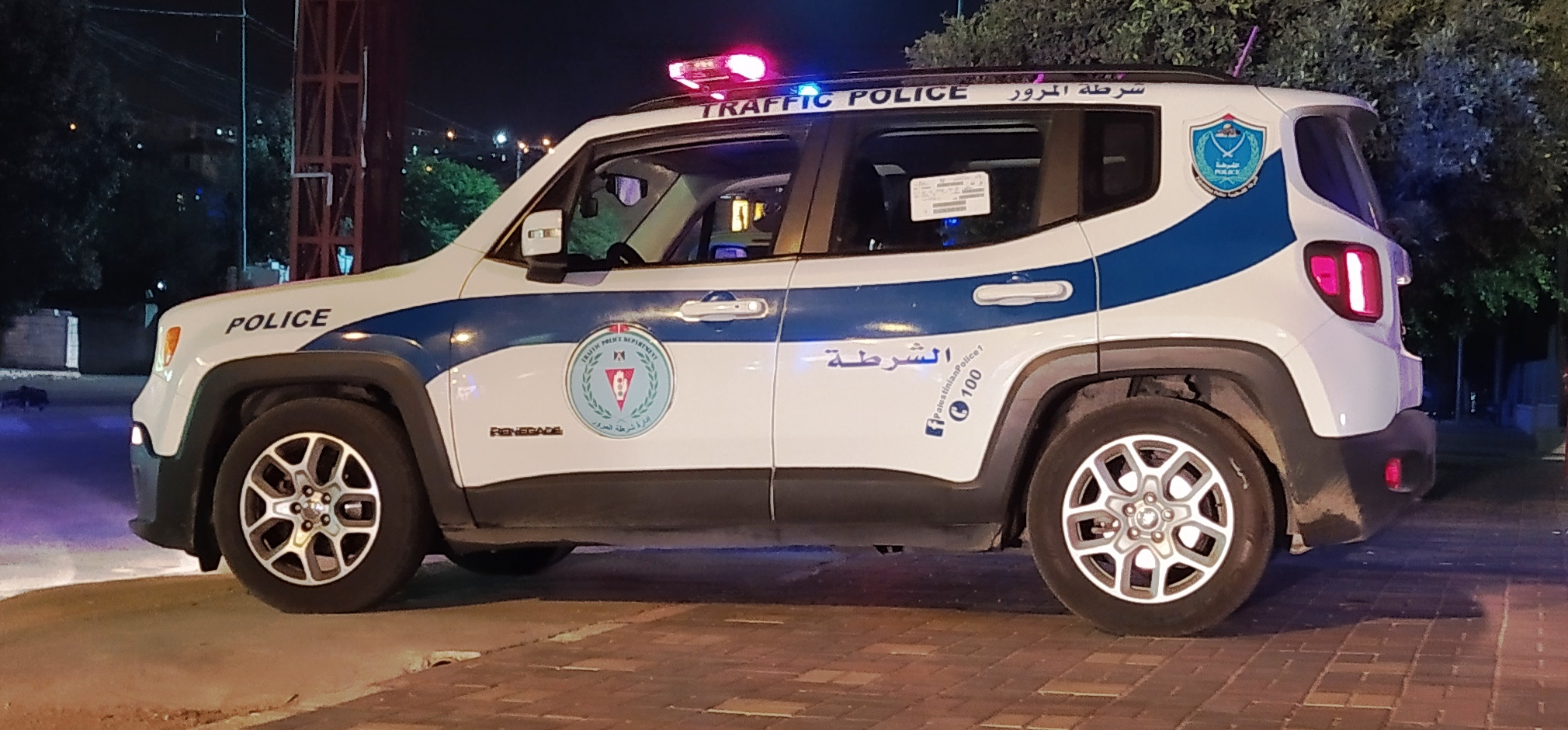
دورية شرطة مرور وسط مدينة سلفيت

إنضمت دولة فلسطين إلى منظمة الشرطة الجنائية الدولية بناءً على قرار الجمعية العمومية للمنظمة رقم 13 أثناء الدورة المنعقدة في الصين، وفُتِحَ المكتب رسميًا في مدينة رام الله في مايو 2017.

## رتب الشرطة الفلسطينية العسكرية
هذه قائمة بسلم الرتب العسكرية في قانون الخدمة في قوى الأمن الفلسطينية:
| الأفراد | لاتوجد رتبة | غير متوفر | غير متوفر | غير متوفر | غير متوفر | غير متوفر |      |           |           |  |  |  |  |
| اللقب   | جندي        | عريف      | رقيب      | رقيب أول  | مساعد     | مساعد أول |      |           |           |  |  |  |  |
| الضباط  |             |           |           |           |           |           |      | غير متوفر | غير متوفر |  |  |  |  |
| اللقب   | ملازم       | ملازم أول | نقيب      | رائد      | مقدم      | عقيد      | عميد | لواء      | فريق      |  |  |  |  |
|         |             |           |           |           |           |           |      |           |           |  |  |  |  |

## ذاكرة الشرطة

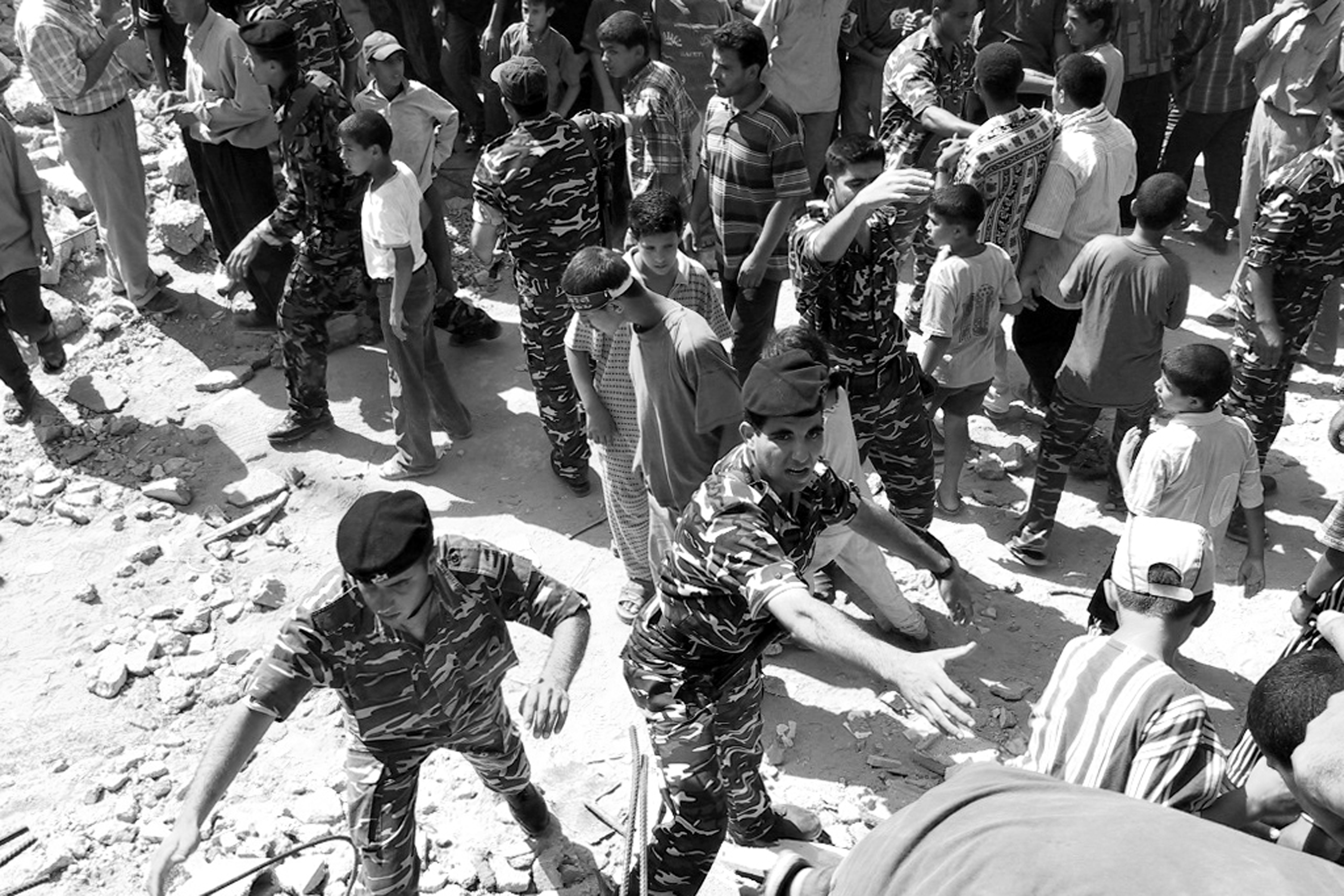

### الانتفاضة الفلسطينية الثانية
- 29 سبتمبر 2000، قتل مفتش الشرطة الإسرائيلية يوسي طباجا "Yossi Tabaja" على يد شرطي فلسطيني أثناء قيامهما بأعمال الدورية الأمنية المشتركة.
- 12 أكتوبر 2000، قتل متظاهرون فلسطينيون جنديان إسرائيليان داخل مركز شرطة رام الله والبيرة دخلا عن طريق الخطأ إلى المدينة.[12][13]
- 18 مايو 2001، قصف مبنى مديرية شرطة محافظة نابلس.[14][15]
- 10 أغسطس 2001، قصف مبنى مديرية شرطة محافظة رام الله والبيرة.[14][15]
- 26 أغسطس 2001، تدمير مباني المديرية العامة للشرطة في غزة وسلفيت.[14][16]

### أحداث بارزة
- 31 يناير 2016، نفذ الشرطي الفلسطيني أمجد سكري برتبة رقيب أول عملية إطلاق نار صوب الاحتلال الإسرائيلي عند حاجز بيت إيل شمال مدينة البيرة.[17][18]
- في 21 نوفمبر 2022، أعلنت الشرطة الفلسطينية مشاركة ضباط من شرطتها الخاصة لأول مرة منذ تأسيسها في تأمين كأس العالم 2022 في قطر.[19][20]

## مدراء عامون الشرطة
| ترتيب | الاسم                     | صورة | تاريخ البدء   | تاريخ الانتهاء | ملاحظات                                        |
| ----- | ------------------------- | ---- | ------------- | -------------- | ---------------------------------------------- |
| 1     | غازي الجبالي              |      | 1994          | 2002           |                                                |
| 2     | علاء حسني (Q129675338)    |      | 2002          |                |                                                |
| 3     | صائب العاجز (Q129675305)  |      |               |                |                                                |
| 4     | كمال الشيخ                |      | 2007          | 2008           | الاسم عند الولادة: فيصل محمد الشيخ يوسف        |
| 5     | حازم عطا الله             |      | 25 مارس 2008  | 2 أكتوبر 2021  | الاسم عند الولادة: أحمد عطا الله محمد عطا الله |
| 6     | يوسف علي يوسف الحلو       |      | 2 أكتوبر 2021 | 1 سبتمبر 2024  |                                                |
| 7     | علام عمر عبد القادر السقا |      | 1 سبتمبر 2024 | لا يزال        |                                                |